# Большая Кременовка
Большая Кременовка — деревня в Старожиловском районе Рязанской области. Входит в Ленинское сельское поселение

## География
Находится в западной части Рязанской области на расстоянии приблизительно 10 км на юг-юго-восток по прямой от районного центра поселка Старожилово.

## История
В 1897 году здесь (тогда деревня Ближняя Кременка Пронского уезда Рязанской губернии) учтено было 12 дворов.

## Население
Численность населения: 106 человек (1897 год), 1 в 2002 году (русские 100 %), 0 в 2010.